# ソーダむらの村長さん
『ソーダむらの村長さん』（ソーダむらのそんちょうさん）は、石川優吾による日本の漫画。
『ビッグコミックスペリオール』（小学館）にて1999年から2001年にかけて連載された。単行本は小学館ビッグコミックスから、全2巻。

## ストーリー
東京で建設会社のOLをしている主人公、宗田茜（以下、茜）。祖父の村長選の手伝いに里帰りをすることに。先輩OLの小山田ユウコ（以下、ユウコ）は興味本位で実家へと同行。ところが、到着すると親族の策略にはまり、茜自身が奈良県宗田村の村長選に出馬。その後、当選し史上最年少の女性村長になり、ユウコは助役になる。2人は東京へ戻り、会社を辞め、村へ戻る。ユウコと共に村の発展に向けて奮闘して行く。

## 登場人物
宗田 茜（そうだ あかね）
25歳。東京の建設会社庶務課のOLをしていたが、ひょんなことから奈良県宗田村の村長に。
小山田 ユウコ（おやまだ ユウコ）
茜の先輩OLをしていたが、会社を辞め奈良県宗田村の女性助役に。
おとうさん
茜の父。ムコ養子。ズラ。
おじいちゃん
茜の祖父。前任の村長。ズラ。
ヒデ
茜のいとこ。
郷田 権三（ごうだ ごんぞう）
村長選の対立候補。有限会社郷田建設の社長。
ジャンボジェット岩田
元プロレスラー。サーカス団の熊と格闘。
ジェレミー・アイアン
世界的前衛芸術の陶芸家。代表作、宗田式土器1号・2号・3号。

## 単行本
- 第1巻 ISBN 4-09-186051-6
- 第2巻 ISBN 4-09-186052-4